# الأزمة الدبلوماسية الفلبينية الكويتية 2018
الأزمة الدبلوماسية الفلبينية الكويتية بدأت الأزمة الدبلوماسية بين الكويت والفلبين في أوائل عام 2018 بسبب مخاوف الفلبين بشأن وضع العمال المهاجرين الفلبينيين في دولة الخليج. بدأت الأزمة عند العثور على جثة العاملة الفلبينية جوانا ديمافيليس، والتي عثر عليها في فريزر ثلاجة بالكويت يوم 6 فبراير 2018، بعد فقدها لمدة عامين. تم القبض على كفيلها اللبناني وزوجته السورية في بلديهما، لكن الرئيس الفلبيني قرر منتصف فبراير وقف إرسال العمالة الفلبينية إلى الكويت، وطلب من مواطنيه الخروج منها.

## نشأة الخلاف
نشأ الخلاف الدبلوماسي نتيجة لاكتشاف جثة جوانا ديمافيليس، وهي عاملة فلبينية تعمل في الكويت كانت داخل مستودع مهجور منذ نوفمبر 2016. ردًا على هذا الاكتشاف أمر الرئيس الفلبيني رودريغو دوتيرتي بتعليق سفر العمال الفلبينيين إلى الكويت، ونظمت الفلبين برنامجًا للعودة الطوعية للفيليبين الذين يعملون في الكويت. انتقدت الحكومة الكويتية هذه الخطوة، لكن كلا الدولتين استمرتا في التعاون فيما يتعلق بقضية قتل ديمافلليس التي أدت إلى إدانة قتلة ديمافيليس غيابيا في المحاكم الكويتية، وكذلك تحسين ظروف عمل العمال الفلبينيين في الكويت بشكل عام.

## توتر العلاقات
توترت أكثر في أواخر شهر أبريل بعد أن ظهر شريط فيديو يظهر مسئولين بالسفارة الفلبينية يظهرون فيما يبدو على أنهم ينقذون خادمات فلبينيات من أصحاب العمل، بُث الفيديو في بعض المنصات الإخبارية الفلبينية، وظهر فيه فريقًا من السفارة الفلبينية وهو يقوم بتهريب خادمات فلبينيات من منازل مواطنين كويتيين في سيارات تحمل لوحات دبلوماسية، بعد شكاوى من هؤلاء الخادمات للسفارة من سوء معاملتهن على حسب قول المسؤولين الفلبينين. وفقًا لبعض المصادر فإن فريق السفارة الفلبينية في الكويت تكون من سبعة أشخاص، وهو يتدخل عادة في الحالات الطارئة والتي تقول السفارة إنها تبدو غير قابلة لانتظار مخاطبة وزارتي الداخلية والخارجية الكويتيتين بشأنها، وتشير المصادر إلى أن الفريق الذي يعمل منذ أكثر من شهر، نجح في إنقاذ العديد من الخادمات الفلبينيات من منازل كويتيين كن يعملن بها.
استدعت الخارجية الكويتية سفير الفلبين لديها، وسلمته مذكرتي احتجاج على تصرفات طاقم السفارة الفلبينية في الكويت وتصريحات بعض المسؤولين الفلبينيين المسيئة وفقا لوكالة الأنباء الكويتية، وجاء استدعاء الخارجية الكويتية للسفير الفلبيني بعد تصريحات له اعترف فيها بصحة مقاطع الفيديو التي انتشرت عبر مواقع التواصل الاجتماعي، وقالت الخارجية: «إن تصريحات وتصرفات بعض العاملين في سفارة الفلبين، تمثل إخلالا وتجاوزا للأعراف الدبلوماسية التي تحكم علاقات البلدين».
وصفت الكويت العملية بأنها انتهاك لسيادتها، وطردت السفير الفلبيني في الكويت واستدعت سفيرها في مانيلا، وفي تصريح للخارجية الكويتية قالت: «استدعت سفير الفلبين لدى البلاد أربع مرات خلال هذا الأسبوع على خلفية التصريحات الفلبينية وسلمته مذكرتي احتجاج وطُلب بمغادرة الكويت».

## التطورات

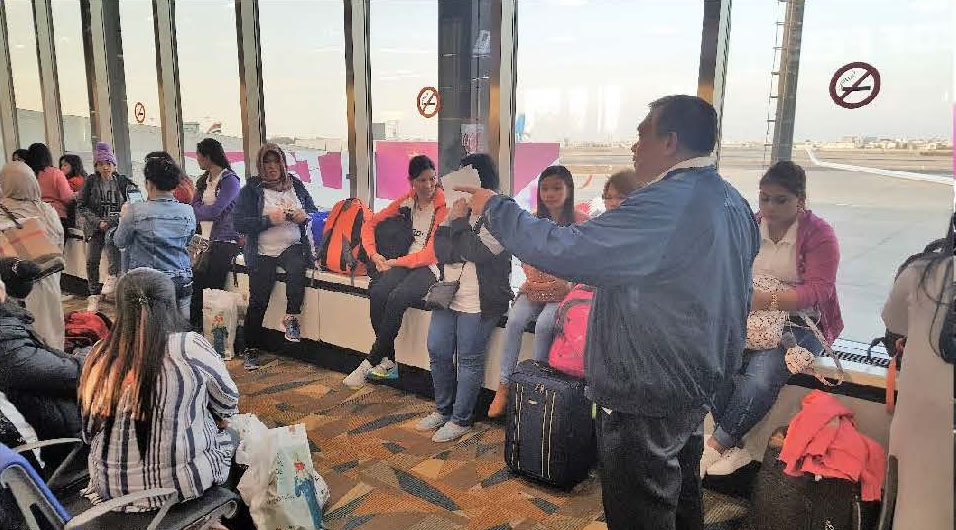
سفير الفلبين في البحرين يتحدث مع عمال فلبينيين من الكويت يمرون عبر مطار البحرين الدولي.

انخرطت سلطات البلدين في محادثات لنزع فتيل التوترات الدبلوماسية. في 14 فبراير 2018 أعلنت حكومتا الكويت والفلبين أنهما توصلتا إلى توافق في الآراء لتوقيع اتفاقية حول لوائح شروط العمل، كما تمت دعوة رئيس الفلبين رودريغو دوتيرتي للقيام بزيارة رسمية إلى الكويت.
وضع دوتيرتي في 6 مارس شرط لرفع الحظر عن إرسال العمالة الفلبينية إلى في الكويت، وهو الالتزام بتنفيذ مذكرة تفاهم حول سياسات العمل بين الكويت والفلبين. في 16 مارس تم إنجاز مشروع اتفاق من قبل مسؤولين من البلدين، وصرح الرئيس الفلبيني إلى أن الاتفاقية الموقعة تنص على منح راحة بواقع 8 ساعات يوميًا لعمالة بلاده، بالإضافة إلى أيام عُطل، والسماح لهم بطهي طعامهم الخاص وعدم التحفظ على جوازات سفرهم، والسماح للعمالة المسيحية بالذهاب إلى الكنيسة، أو إلى المسجد في حال كانوا مسلمين.
على الرغم من تحرك الكويت بشأن السفير الفلبيني لديها ومبعوثها الخاص في مانيلا، إلا أن وزير الخارجية الفلبيني آلان بيتر كايتانو صرح في 25 أبريل أنه من المخطط توقيع الاتفاق في الفلبين، كما شجع وزير الخارجية الرئيس الفلبيني دوتيرتي على قبول دعوة الكويت للقيام بزيارة رسمية إليها.
في 29 أبريل أعلن الرئيس الفلبيني رودريغو دوتيرتي تحويل الحظر المؤقت على سفر العمالة الفلبينية إلى دولة الكويت، إلى حظر دائم. وقال: «أرغب في مخاطبة حسهم الوطني، عودوا إلى دياركم بغض النظر عن فقرنا.. سنعيش، والاقتصاد بوضع جيد ولدينا نقص في العمالة». أشار إلى أنه بإمكان العمال العائدين من الكويت الحصول على وظائف كمدرسين في الصين.

## الاتفاقية

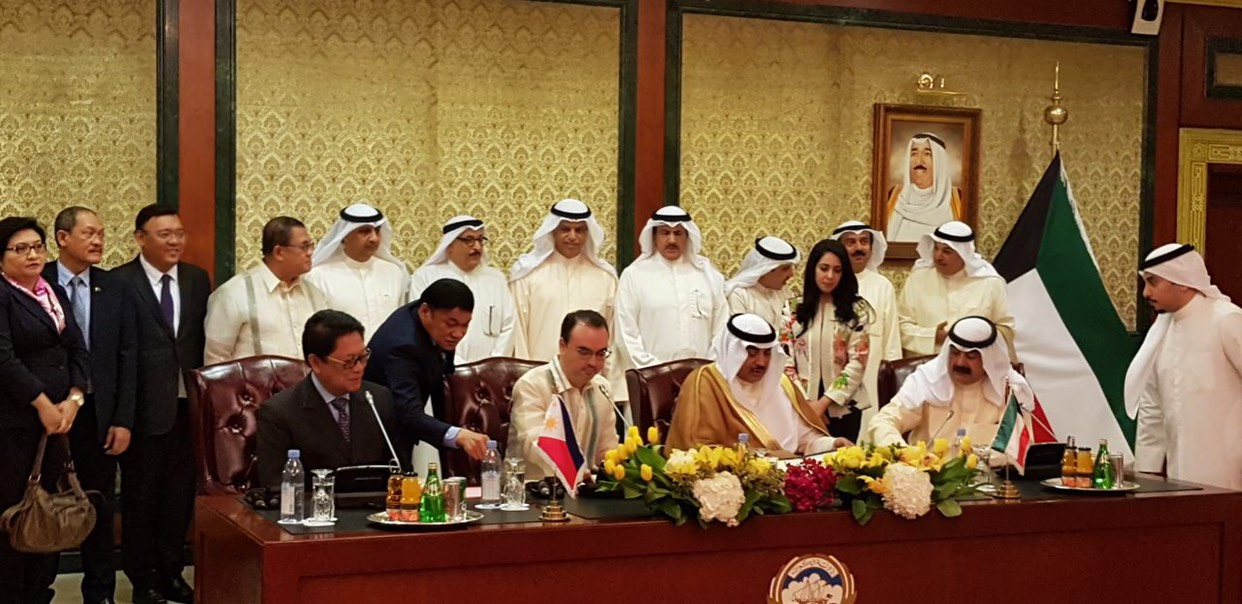
مراسم توقيع اتفاقية لتنظيم العمالة المنزلية بين وزير الخارجية الكويتي صباح الخالد الحمد الصباح ونظيره الفلبيني آلان بيتر كايتانو.

وقعت دولة الكويت والفلبين في العاصمة الكويتية يوم الجمعة 11 مايو 2018 اتفاقية لتنظيم العمالة المنزلية، مثل الطرفان وزير الخارجية الكويتي صباح الخالد الحمد الصباح ونظيره الفلبيني آلان بيتر كايتانو. قبل التوقيع على الاتفاقية قال مسؤول في الوفد الفلبيني: «أعتقد أن الأزمة انتهت بين البلدين، وعلينا الآن أن نعمل على تطوير العلاقات الثنائية واستئناف العلاقات الطبيعية». تنص اتفاقية لتنظيم العمالة المنزلية على عدد من البنود أهمها: نقل جثمان العامل المتوفى إلى بلده مع صرف آخر راتب، وعدم احتفاظ صاحب العمل بجواز السفر، وأنه سيكون بمقدور العمالة الاحتفاظ بهواتفهم، ومنع من لديه سجل يفيد بالإساءة لعامل منزلي من استقدام عامل فلبيني، كما أكدت الاتفاقية على فتح حساب مصرفي للعامل، وسيكون في إمكان السلطات الفلبينية أن تنسق وتمد يدها للفلبينيين الذين يحتاجون إلى مساعدة، علاوة على الحصول على يوم راحة أسبوعيًا، كما تنص الاتفاقية على أن تجديد العقود يجب أن يقر من دائرة العمل وراء البحار الفلبينية بدلا من عملية التجديد التلقائي، وأن أرباب العمل ملزمين بتوفير الطعام والمسكن والملابس والضمان الصحي للعمالة المنزلية.
أعلن وزير الخارجية الفلبيني آلان بيتر كايتانو بعد توقيع الاتفاقية أن الفلبين ستُعين سفيرًا جديدًا في الكويت وأنه سينصح الرئيس دوتيرتي برفع الحظر فورا عن سفر العمالة الفلبينية إلى الكويت.

## بعد الاتفاقية
في 12 مايو 2018 أعلنت الحكومة الفلبينية عن رفع جزئي للحظر يسمح بنشر 20 ألف عامل فلبيني من العمال المهرة وشبه المهرة إلى الكويت، وصرح المتحدث الرئاسي الفلبيني هاري روكي بأن العلاقات بين البلدان طبيعية. في 16 مايو أمر الرئيس الفلبين رودريغو دوتيرتي برفع حظر نشر العمالة الفلبينية بالكامل، وفي 22 مايو أعلن أن علاقة بلاده مع الكويت أصبحت بخير.